# Ángel Gabilondo
Pour les articles homonymes, voir Gabilondo (homonymie).
Ángel Gabilondo Pujol (prononcé en espagnol : [ˈãŋxɛl ɣaβiˈlõn̪do puˈʝol]) est un universitaire et homme politique espagnol né le 1er mars 1949 à Saint-Sébastien. Il est proche du Parti socialiste ouvrier espagnol (PSOE).
Universitaire spécialisé en philosophie, il réalise l'ensemble de sa carrière à l'université autonome de Madrid, où il atteint en 2001 le grade de professeur des universités. Il en est élu recteur en 2002 et prend quatre ans après la présidence de la conférence des recteurs universitaires d'Espagne.
En 2009, il devient ministre de l'Éducation lors d'un remaniement ministériel. Il quitte le gouvernement en 2011. En février 2015, il est investi chef de file du PSOE pour les élections à l'Assemblée de Madrid après la destitution de Tomás Gómez. La gauche échoue d'un seul siège à obtenir la majorité, et il devient alors porte-parole du groupe parlementaire socialiste. À nouveau candidat aux élections de 2019, il remporte la majorité relative mais ne peut prendre la présidence de la communauté de Madrid en raison d'une alliance des droites.
Lors des élections anticipées de 2021, le PSOE madrilène réalise le pire résultat de son histoire, obtenant la troisième place en nombre de voix. Ángel Gabilondo renonce alors à siéger sous la législature à venir. Il est proposé cinq mois plus tard comme candidat au poste de Défenseur du peuple par le PSOE et le PP.

## Vie privée
Ángel Gabilondo Pujol naît le 1er mars 1949 à Saint-Sébastien dans une famille catholique. Ses parents tiennent une boucherie sur le marché de La Bretxa. Cinquième d'une fratrie de neuf, il est le cadet du journaliste Iñaki Gabilondo et l'oncle de l'actrice Esti Gabilondo.
Il est initialement marié avec Paloma Olmedo. Ils ont ensemble deux enfants, prénommés Hugo et Román. Après leur divorce, il se met en concubinage avec Carmen Gallardo.

## Jeunesse
Ángel Gabilondo épouse initialement une vocation religieuse : il est moine entre 1966 et 1978 au sein de la congrégation des frères du Sacré-Cœur. Il perd la foi à la suite d'une crise spirituelle à l'âge de 30 ans.
Inscrit à l'université autonome de Madrid (UAM), il y obtient en 1980 une licence en philosophie et lettres. Il est alors recruté comme professeur assistant en octobre suivant. En décembre 1982, il devient chargé d'enseignement.

## Ascension professionnelle

### Professeur de philosophie
Il passe avec succès son doctorat en philosophie en février 1983. Pour l'écriture de sa thèse, intitulée « Le concept comme expérience et système chez Hegel », il vit à Brême puis Bochum, en Allemagne de l'Ouest.
Il est promu professeur adjoint par intérim de métaphysique, ontologie et théodicée le 1er janvier 1984. Il est désigné professeur titulaire de métaphysique deux ans plus tard.

### Cadre universitaire
Il est élevé le 27 avril 2001 au rang de professeur des universités en philosophie. Il enseigne alors la métaphysique, l'herméneutique ainsi que les théories de la rhétorique et de la pensée française contemporaine.
Il est élu recteur de l'UAM en avril 2002, puis président de la conférence des recteurs universitaires de la Communauté de Madrid (CRUMA) en 2004. Il conserve cette fonction deux ans. En octobre 2006, il est porté à la présidence de la conférence des recteurs universitaires d'Espagne (CRUE).

## Ministre de l'Éducation
Le 7 avril 2009, Ángel Gabilondo est nommé à 60 ans ministre de l'Éducation dans le second gouvernement minoritaire du président du gouvernement socialiste José Luis Rodríguez Zapatero. Il prend la suite de Mercedes Cabrera, avec qui il avait collaboré sur la réforme de loi organique des universités (LOU). À cette occasion, il retrouve les compétences relatives à l'enseignement supérieur.
Il est remplacé le 22 décembre 2011 par l'indépendant José Ignacio Wert et se retire alors de la vie politique.

## Chef de file des socialistes madrilènes

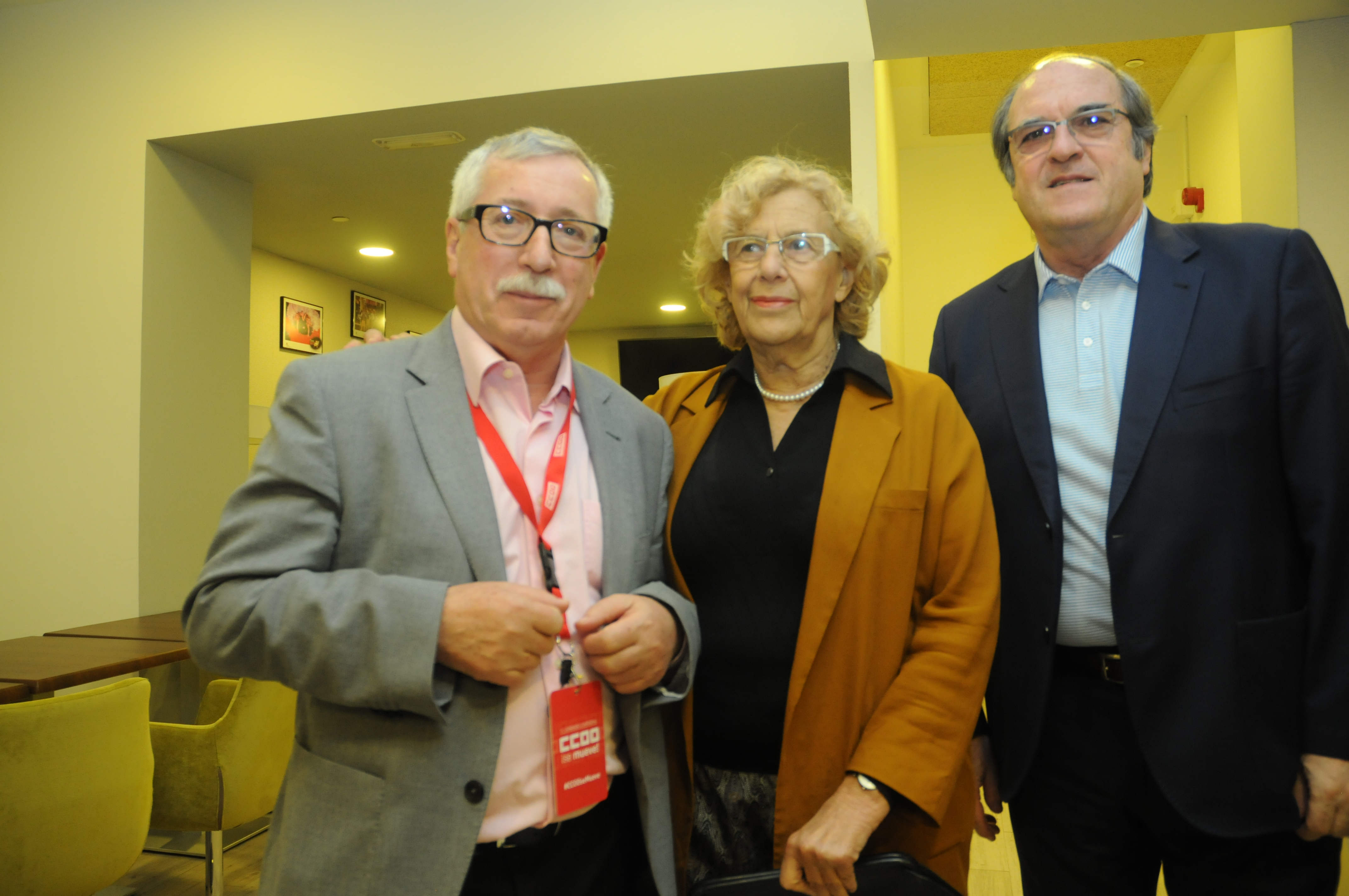
Ángel Gabilondo aux côtés de la maire de Madrid Manuela Carmena lors du XIe congrès des Commissions ouvrières (CCOO) en 2017.

Il est investi le 20 février 2015 chef de file du Parti socialiste de Madrid-PSOE (PSM-PSOE) aux élections autonomiques du 24 mai suivant par la commission fédérale des listes, après une proposition en ce sens de la direction provisoire du PSM-PSOE, soutenue par 132 sections sur 136. Il succède ainsi à Tomás Gómez, révoqué directement par la commission exécutive fédérale neuf jours plus tôt.
Avec 807 385 voix, le PSM-PSOE remporte 25,7 % des voix, arrêtant la chute entamée en 2007. Il totalise 37 députés sur 129 à l'Assemblée de Madrid, soit un de plus que sous la précédente législature. À 66 ans, Ángel Gabilondo conquiert son premier mandat électoral. Ayant échoué à prendre le pouvoir face au Parti populaire de Madrid (PPM) de Cristina Cifuentes, il devient le porte-parole du groupe socialiste, qui se maintient donc dans l'opposition.
Seul candidat en lice, il est proclamé le 12 juin 2018 chef de file pour les  élections de 2019.

## Défenseur du peuple
Au mois de février 2021, alors que le Parti socialiste et le Parti populaire négocient le renouvellement d'un certain nombre d'institutions et organismes requérant une majorité qualifiée, le nom d'Ángel Gabilondo est cité comme probable candidat au poste de Défenseur du peuple. Celui-ci indique qu'aucune proposition en ce sens ne lui a été faite mais que cela constituerait un grand honneur. Huit mois plus tard, après une longue interruption des négociations entre les deux grands partis, un accord est effectivement conclu pour la désignation d'Ángela Gabilondo à ce poste.
En octobre 2023, Ángel Gabilondo remet à Francina Armengol, présidente du Congrès des députés un premier rapport sur les agressions sexuelles commises par des membres de l’Église catholique espagnole, de 1970 à 2023. Ce document estime les victimes à 440 000 dont 200 000 mineurs,.

### Publications
- Apprends-nous à aimer - Catéchisme du Sacré Cœur - 1969
- Dilthey : Vie, expression et histoire - 1988
- Le discours en action (Foucault) et une ontologie du présent -1990
- Traces de l'Éros : lire, écrire, parler - 1997
- Moins que des paroles - 1999
- Le retour de l'autre : différence, identité et altérité - 2001
- Mortel besoin - 2003
- Notices d'autorité :   - VIAF
  - ISNI
  - BnF (données)
  - IdRef
  - LCCN
  - GND
  - Italie
  - Espagne
  - NUKAT
  - Catalogne
  - WorldCat